# Podróż do serca świata
Podróż do serca świata (ang. Journey to the Heart of the World, 1993–1994) – belgijsko-francusko-amerykański serial animowany o przygodach żeglarza Cory’ego Feldoe.
Serial opowiada o pełnych przygód podróżach Cory’ego Feldoe. W XVIII wieku przemierzył on świat wzdłuż i wszerz w poszukiwaniu nowych krain, przyjaciół i wrażeń. Ojciec Cory’ego był żeglarzem, który zaginął w tajemniczych okolicznościach. Cory nigdy nie pogodził się z jego śmiercią, co więcej, postanowił, że zakończy swoją podróż po świecie dopiero wówczas, gdy odnajdzie ojca.
W 2001 roku, po przejęciu przez The Walt Disney Company Fox Kids Worldwide, w tym Saban Entertainment, prawa do serialu przeszły na Disneya.

## Postacie
- Cory Feldoe – najlepszy żeglarz na świecie, był niesłusznie oskarżony o kradzież majątku swoich rodziców. Kiedy jego rodzice niespodziewanie zniknęli, musiał opuścić kraj, by odnaleźć rodziców i dowieść swej niewinności. Uciekając na wspaniałym okręcie zwanym "Przeznaczenie" (ang. Destiny) znalazł przyjaciół. Chłopak ma na świecie największego rywala – Księcia Blackstone.
- Marie – dziewczyna Cory’ego, ubiera się w różową suknię i pantofelki. Tak samo jak Cory chce przeżyć przygody, ale Giselle nigdy jej nie pozwala, bo może się jej stać coś strasznego.
- Sarina – ma czarne włosy, ubiera się w niebieską koszulę i ciemnoniebieskie spodnie. Ma małpkę Chargera, który jej służy w razie niebezpieczeństwa. Córka króla Indii. Przyszła żona księcia Blackstone.
- Mademoiselle Giselle – guwernantka Marie, ma siwe włosy, ubiera się w zieloną spódnicę, na głowie nosi kapelusz. Nie pozwala Marie wybierać się w podróż z Corym, ponieważ nie wie, co jej grozi. W razie niebezpieczeństwa, Mademoiselle przybywa na ratunek.
- Kapitan Touchet – głównodowodzący statku zwanego "Przeznaczenie". Kiedy są w niebezpieczeństwie, natychmiast rozpoczynają bitwę.
- Lui Feldoe – kuzyn Coreya Feldoe, za wszelką cenę chce zająć miejsce Cory’ego, co nie zawsze się udaje. Nieraz bywa z Szramą i Trzy Palce, by książę Blackstone przekazał jakieś ważne zadanie, żeby go pokonać. Dziedziczy firmę Feldoe Company.
- Szrama – chudy kapitan, ubiera się w białą koszulę i niebieskie spodnie, na głowie ma zawiązaną chustkę. Podobnie jak Lui i Trzy Palce są wrogami Cory’ego, po to, by książę Blackstone przekazał im jakieś ważne zadanie.
- Trzy Palce – najgrubszy kapitan, ma pomarańczowe włosy, ubiera się w czarną rozpinaną bluzkę, żółtą koszulę i niebieskie spodnie. Podobnie jak Lui i Szrama są wrogami Cory’ego, po to, by książę Blackstone przekazał im jakieś ważne zadanie.
- Książę Blackstone – jest największym rywalem Cory’ego Feldoe i za wszelką cenę chce go raz na zawsze pokonać, co nie zawsze mu się udaje. W przeszłości rodzice Cory’ego wsadzili go do więzienia. Spędził tam 9 lat. Teraz chce się za to zemścić na Corym. Ma trzech kapitanów: Szramę, Lui i Trzy Palce, który daje im ważne, powierzchowne zadanie na unicestwienie Cory’ego Feldoe. W ostatnim odcinku rodzice Cory’ego zwracają się do księcia Sebastian. Okazuje się, że jest on bratem ojca Cory’ego i ojcem Lui. Firma o mały włos nie zbankrutowała.
- Crasher – goryl towarzyszący w podróżach Cory’a i ich przyjaciół.
- Simba – tygrys towarzyszący w podróżach Cory’a i ich przyjaciół.
- Charger – małpka Sariny, towarzysząca w podróżach Cory’a i ich przyjaciół, uwielbia jeść banany.

## Wersja polska
Opracowanie i udźwiękowienie wersji polskiej: na zlecenie Fox Kids – Studio Eurocom

Reżyseria: Dobrosława Bałazy

Dialogi:
- Dariusz Paprocki (odc. 3, 7-15, 18-23),
- Elwira Trzebiatowska (odc. 4-6),
- Berenika Wyrobek (odc. 16-17),
- Bernadeta Wyrobek (odc. 24-26)

Dźwięk i montaż: Jacek Kacperek

Kierownictwo produkcji: Marzena Wiśniewska

Udział wzięli:
- Anna Apostolakis – Sarina
- Miriam Aleksandrowicz – Mademoiselle Giselle
- Iwona Rulewicz – Marie
- Włodzimierz Press – Kapitan Touchet
- Zbigniew Suszyński – Cory Feldoe
- Piotr Zelt – Lui Feldoe
- Robert Tondera – Książę Blackstone
- Andrzej Gawroński
- Mirosław Zbrojewicz – Trzy Palce
- Jacek Czyż – Szrama
- Marek Frąckowiak
- Jerzy Molga
- Józef Mika
- Dariusz Błażejewski
- Ryszard Nawrocki
- Mirosława Krajewska
- Włodzimierz Bednarski
- Ewa Kania
- Ania Wiśniewska

i inni
Tekst piosenki: Anna Rutkowska

Śpiewali: Piotr Gogol, Adam Krylik i Krzysztof Pietrzak

Kierownictwo muzyczne: Piotr Gogol
Lektor: Daniel Załuski

## Odcinki
- Serial liczy 26 odcinków.
- W Jetix Play pomijane były 2 odcinki (1 i 2).
- Serial pojawił się w Jetix Play po raz pierwszy 18 kwietnia 2005 roku (odcinki 1-26), a po raz ostatni 30 listopada 2007 roku.
- Serial był emitowany również na kanałach Jetix Play i TVN.

### Spis odcinków
| N/o            | Polski tytuł                | Angielski tytuł                    |
| -------------- | --------------------------- | ---------------------------------- |
|                |                             |                                    |
| SERIA PIERWSZA |                             |                                    |
|                |                             |                                    |
| 01             |                             |                                    |
|                |                             |                                    |
| 02             |                             |                                    |
|                |                             |                                    |
| 03             | Gniew Zeusa                 | Beware Of Zeus                     |
|                |                             |                                    |
| 04             | Przygoda w Kairze           | Danger In Cairo                    |
|                |                             |                                    |
| 05             | Porzucony                   | Marooned                           |
|                |                             |                                    |
| 06             | Statek widmo                | The Ghost Ship                     |
|                |                             |                                    |
| 07             | Wulkan                      | The Volcano                        |
|                |                             |                                    |
| 08             | Duch Góry                   | Against The Mountain               |
|                |                             |                                    |
| 09             | W niewoli                   | Into Slavery                       |
|                |                             |                                    |
| 10             | Grobowiec Aleksandra        | The Tomb Robbers                   |
|                |                             |                                    |
| 11             | Plantacja                   | The Plantation                     |
|                |                             |                                    |
| 12             | Wybraniec                   | The Chosen One                     |
|                |                             |                                    |
| 13             | Niewolnicy złotych kajdanek | Slaves Of The Golden Shackles      |
|                |                             |                                    |
| 14             | Bractwo Świetlistej Gwiazdy | The Brotherhood Of The Bright Star |
|                |                             |                                    |
| 15             | W rękach piratów            | The Wreckers                       |
|                |                             |                                    |
| 16             | Klątwa                      | The Curse                          |
|                |                             |                                    |
| 17             | Uwięzieni                   | Into The Hands Of The Enemy        |
|                |                             |                                    |
| 18             | Bestia                      | The Wild Thing                     |
|                |                             |                                    |
| 19             | Przyjaciele                 | Lost Friends                       |
|                |                             |                                    |
| 20             | Chwila radości              | Moment Of Joy                      |
|                |                             |                                    |
| 21             | Porwanie                    | The Gun Of Goa                     |
|                |                             |                                    |
| 22             | Zaproszenie                 | The Invitation                     |
|                |                             |                                    |
| 23             | Cmentarzysko słoni          | The Elephants’ Graveyard           |
|                |                             |                                    |
| 24             | Wyspa Złotego Deszczu       | The Island Of Golden Rain          |
|                |                             |                                    |
| 25             | Żegnajcie przyjaciele       | Farewell, Dear Friends             |
|                |                             |                                    |
| 26             | Decydujące starcie          | The Final Battle                   |
|                |                             |                                    |